# 下倉バイオ
下倉 バイオ（しもくら バイオ、1981年 - ）は、日本のシナリオライター。ニトロプラス所属。山形県尾花沢市出身。東北大学文学部卒。
ライトノベル作家を目指してインターネット上に作品を発表していたところ、ニトロプラスを紹介され、シナリオライターとして入社。名前の由来は会社の帰りがけに見かけた下倉バイオリンから。

## 主な作品

### ゲーム
2007年
- 月光のカルネヴァーレ（シナリオ）

2008年
- スマガ（シナリオ）

2009年
- スマガスペシャル（シナリオ）
- STEINS;GATE（シナリオ構成協力）

2010年
- アザナエル（シナリオ）

2013年
- STEINS;GATE 線形拘束のフェノグラム（シナリオ）
- 君と彼女と彼女の恋。（企画・シナリオ・ディレクター）

2016年
- 凍京NECRO（脚本）

2018年
- みにくいモジカの子（企画・シナリオ・ディレクター）

2023年
- マギアレコード 魔法少女まどか☆マギカ外伝（プロジェクト「魔法少女まどか☆マギカ scene0」シナリオ）

### テレビアニメ
2022年
- 東京24区（ストーリー構成・脚本）

2023年
- Buddy Daddies（ストーリー原案・シリーズ構成・脚本） - シリーズ構成は柿原優子と連名